# NS Siewmorput´
Siewmorput´ (ros. Севморпуть) – radziecki, a później rosyjski barkowiec o napędzie nuklearnym. Jeden z nielicznych statków cywilnych o napędzie atomowym na świecie.
Zbudowany w latach 1982-1988 w stoczni nr 532 Zaliw w Kerczu do służby na północnej drodze morskiej. Decyzję o budowie atomowego barkowca, który będzie mógł wchodzić w ujścia wielkich rzek syberyjskich i zaopatrywać miejscowości położone nad nimi, podjęto w ZSRR w 1978 roku. Był jedynym radzieckim statkiem handlowym o napędzie atomowym i ostatnim z tylko czterech zbudowanych na świecie. Nazwa „Siewmorput´” jest rosyjskim skrótowcem od Północnej Drogi Morskiej (ros. Siewiernyj morskoj put′). Stępkę pod budowę położono 1 czerwca 1982 roku, a statek zwodowano 20 lutego 1986 roku. Mając wzmocnienia przeciwlodowe klasy ULA (według przepisów radzieckich) i odpowiednio ukształtowany dziób może łamać lód o grubości do 1 metra.

## Ładunek

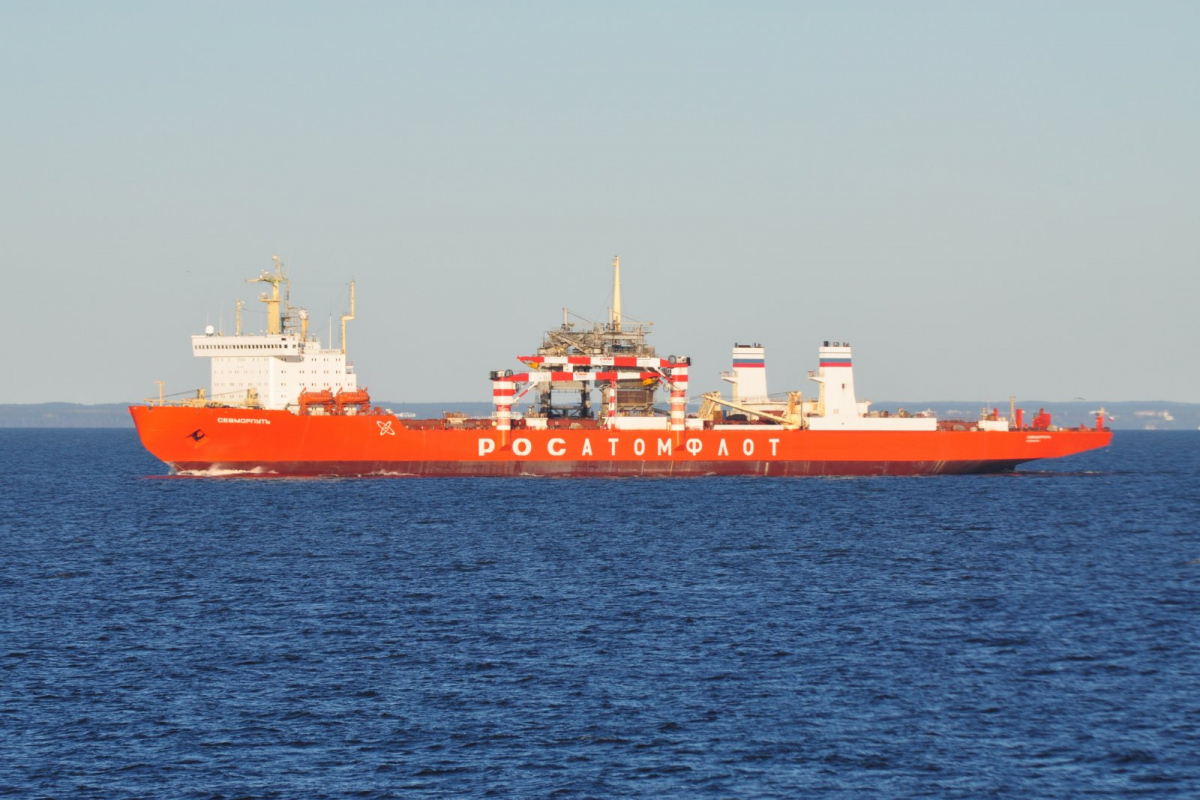
„Siewmorput´” w 2020

Statek może zabierać do 74 barek typu LASH o nośności 300 ton lub kontenery w liczbie 1328 TEU. Barki są ładowane przy użyciu suwnicy bramowej o udźwigu 500 ton. Część kontenerów może być załadowana przy użyciu tej samej suwnicy, część miejsc kontenerowych dostępna jest tylko dla dźwigów portowych.
Zbiorniki balastowe statku mają pojemność 22 895 m³. Pojemność statku wynosi 38 226 BRT i 11 468 NRT.

## Napęd
Głównym źródłem energii statku jest reaktor typu KLT-40 o mocy cieplnej 135 MW, zawierający 150,7 kg uranu wzbogaconego w izotop 235
U. Może w ciągu godziny wyprodukować 215 ton pary o ciśnieniu 40 atmosfer i temperaturze 290 °C. Para napędza turbinę o mocy 29420 kW, która, przez przekładnię redukcyjną, obraca jedną śrubę o zmiennym skoku i stałych obrotach 115 obr./min.
Energii elektrycznej dostarczają trzy turbogeneratory, każdy o mocy 1700 kW.
Oprócz tego na statku jest 5 agregatów prądotwórczych, napędzanych silnikami Diesla o mocy 200 kW każdy. Trzy z nich są zespołami pogotowia, a dwa używane w sytuacjach awaryjnych. Parę może wytwarzać także zapasowy kocioł opalany olejem napędowym (wydajność 50t/h).

## Służba
Statek został przekazany armatorowi Murmańskiej Żegludze Morskiej 31 grudnia 1988 roku. Następnie przepłynął na daleki wschód ZSRR, płynąc przez Morze Śródziemne i wokół Afryki z uwagi na brak zgody na przepłynięcie statku atomowego Kanałem Sueskim. Kryzys gospodarczy i rozpad ZSRR przekreśliły plany szerszej industrializacji dalekiej północy i eksploatacja komercyjna statku nie była opłacalna, także z uwagi na sprzeciw wielu portów przeciwko zawijaniu statku o napędzie atomowym. Początkowo odbył kilkanaście rejsów do Wietnamu, później pływał na północnej drodze morskiej między Murmańskiem a Dudinką. W 2001 roku ukończono wymianę prętów paliwowych w Murmańsku.
W 2007 roku proponowano przebudowę statku na statek wiertniczy, lecz nie spotkała się ona z zainteresowaniem rosyjskich podmiotów prowadzących taką działalność. Od 2008 roku natomiast armatorem statku stało się nowo utworzone Federalne Przedsiębiorstwo Państwowe „Atomfłot”, będące operatorem cywilnych jednostek atomowych. W październiku 2012 roku wygasło świadectwo klasy statku i zapowiedziano jego złomowanie, lecz pod koniec 2013 roku zdecydowano skierować statek do remontu i modernizacji. Do tej pory przepłynął 302 tysiące mil morskich, przewożąc 1,5 mln t ładunków. Zamiar dalszej eksploatacji statku komentatorzy wiązali z planami zwiększenia rosyjskiej obecności wojskowej na dalekiej północy i potrzebą posiadania statku zaopatrzeniowego zdolnego do żeglugi w lodach. Zakończenie remontu, połączonego m.in. z instalacją dwóch dodatkowych dźwigów, planowano na 2016 rok.
W 2023 roku statek znajdował się na Bałtyku i był wiązany z uszkodzeniem gazociągu Balticconnector 8 października.